# Pote

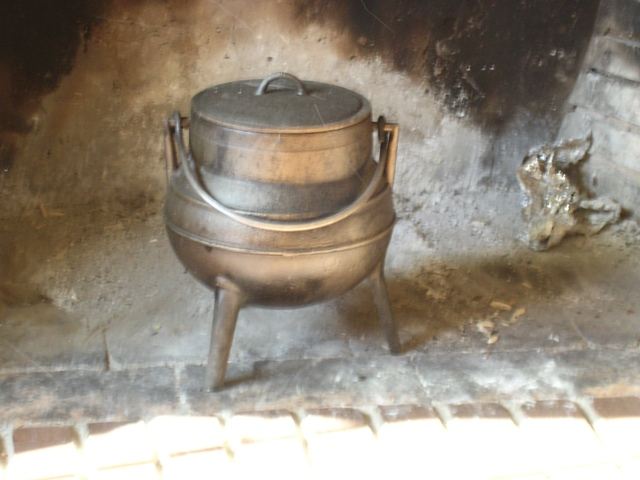
Pote de tres patas en el hogar de una chimenea.

El pote es un recipiente tradicional en la cocina del Norte de España, indicado para cocer alimentos durante periodos de tiempo prolongados, generalmente estofados o guisos. Da nombre a platos como el pote gallego o el pote asturiano.
En algunos lugares como Puerto Rico, República Dominicana o Venezuela, se usa el término pote para hacer referencia a cualquier tipo de envase, mayormente a las latas y frascos de vidrio o plástico.

## Emplazamiento y uso
El uso habitual del pote es colocado en una fuente de calor procedente de la chimenea o en un fuego abierto denominado hogar o lar en castellano (llar o llariega/tsariega en asturiano, y lareira en portugués y gallego). Se solía colgar de las llares (gamayeres en asturiano), aunque también podía ponerse de pie sobre sus tres patas metálicas. El pote, con o sin tapadera, sodía ser de hierro fundido, lo que daba un sabor característico a lo que en él se cocinara, como ocurre con otro recipiente similar, el caldero.

## Historia
Existen precedentes cerámicos del pote, vasijas con aspecto de olla que, como aquel, se alzan sobre tres patas (trípode), para instalarse en equilibrio sobre ascuas o brasas.
El uso de calderos de cobre y hierro fue sustituido desde comienzos del siglo xix por los potes de hierro fundido, aunque algunos ya se fabricaban en España a finales del siglo xviii. La influencia de calderas y potes en el quehacer culinario se refleja en los diversos potajes y guisos tradicionales.

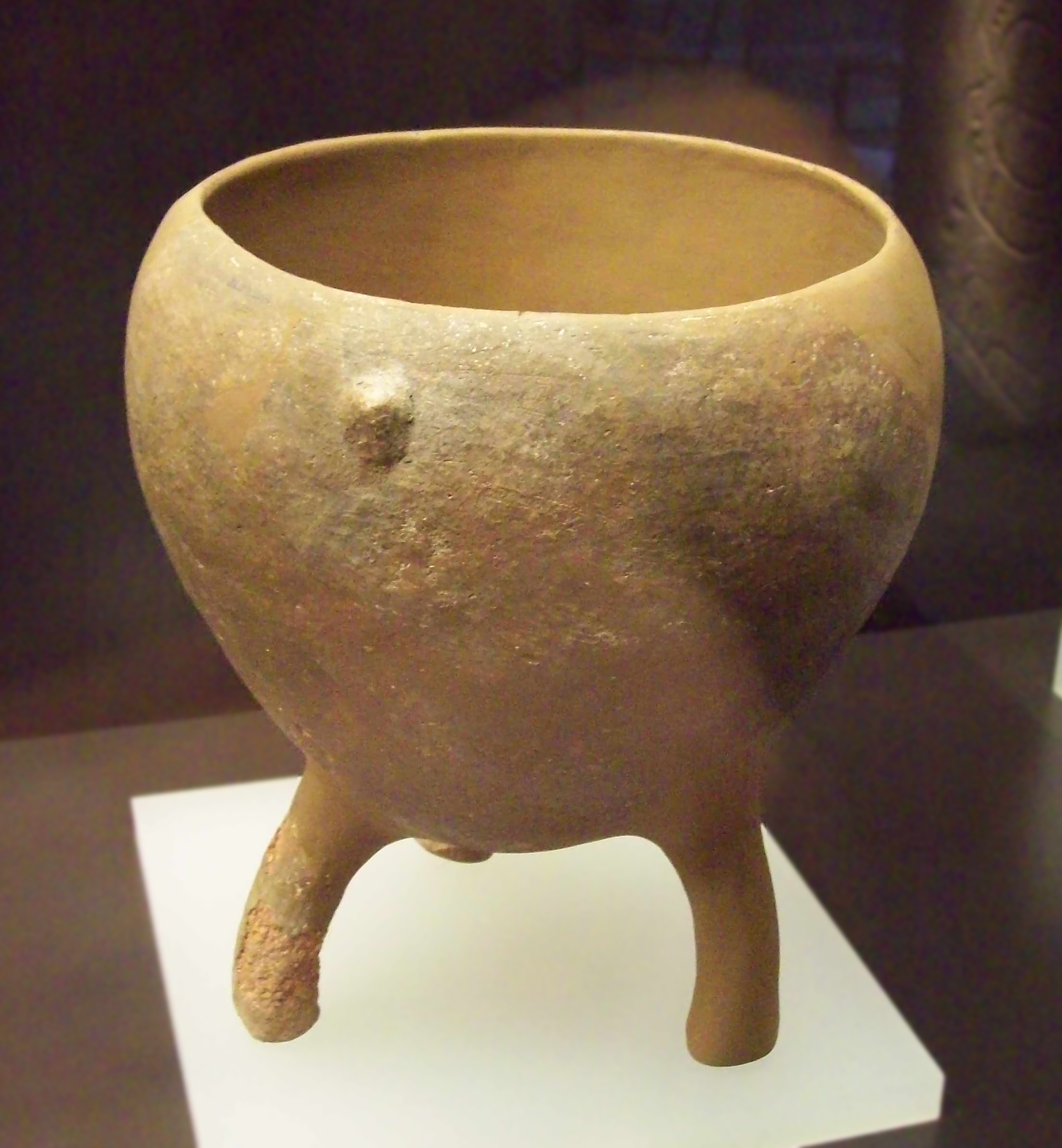
Primitivo pote de arcilla de la cultura argárica, hallado en Cuevas del Almanzora (Almería). Museo Arqueológico Nacional (España).

Como plato popular destaca en la gastronomía del norte de España, en especial en Galicia (el 'pote' o caldo gallego) y en la cocina asturiana (el pote asturiano), en un conjunto de platos de origen humilde, pero luego recuperados por la nueva cocina tradicional. En la matanza, el pote da nombre a los recipientes conocidos como "maestro potero" o "maestro palero".[cita requerida]

## Potes de cerámica
En alfarería, el pote es un vaso de barro de varios tamaños, primitivamente usado para beber o almacenar aplicándosele un precinto; también se designan así vasijas con forma de tiesto usado en la jardinería doméstica e industrial.